# Alfa Chamaeleontis
Alfa Chamaeleontis (α Chamaeleontis, α Cha, Alfa Cha) je nejjasnější hvězda v souhvězdí Chameleona, jež se nachází na jižní obloze. Se zdánlivou magnitudou 4,047m patří k nejslabším alfa hvězdám v souhvězdích. S roční paralaxou 51,317 mas se nachází 63,5 světelných let od Slunce. Hvězda se přibližuje ke Slunci radiální rychlostí -13 km/s a podle předpovědi se k němu přiblíží na vzdálenost 47 světelných let za 666 000 let.
Jedná se o hvězdu hlavní posloupnosti spektrální třídy F5VFe-0.8, kde zápis „Fe-0.8“ označuje extrémně nízký obsah železa. Její hmotnost se odhaduje na 1,4násobek sluneční hmotnosti, poloměr na 2,1násobek poloměru Slunce a ze své vnější fotosféry vyzařuje 7,5násobek sluneční svítivosti při efektivní teplotě 6 580 K. Hvězda je stará asi 1,8 miliardy let a její rotační rychlost je příliš nízká na to, aby ji bylo možné změřit. 